# Huwelijksoorkonde van keizerin Theophanu

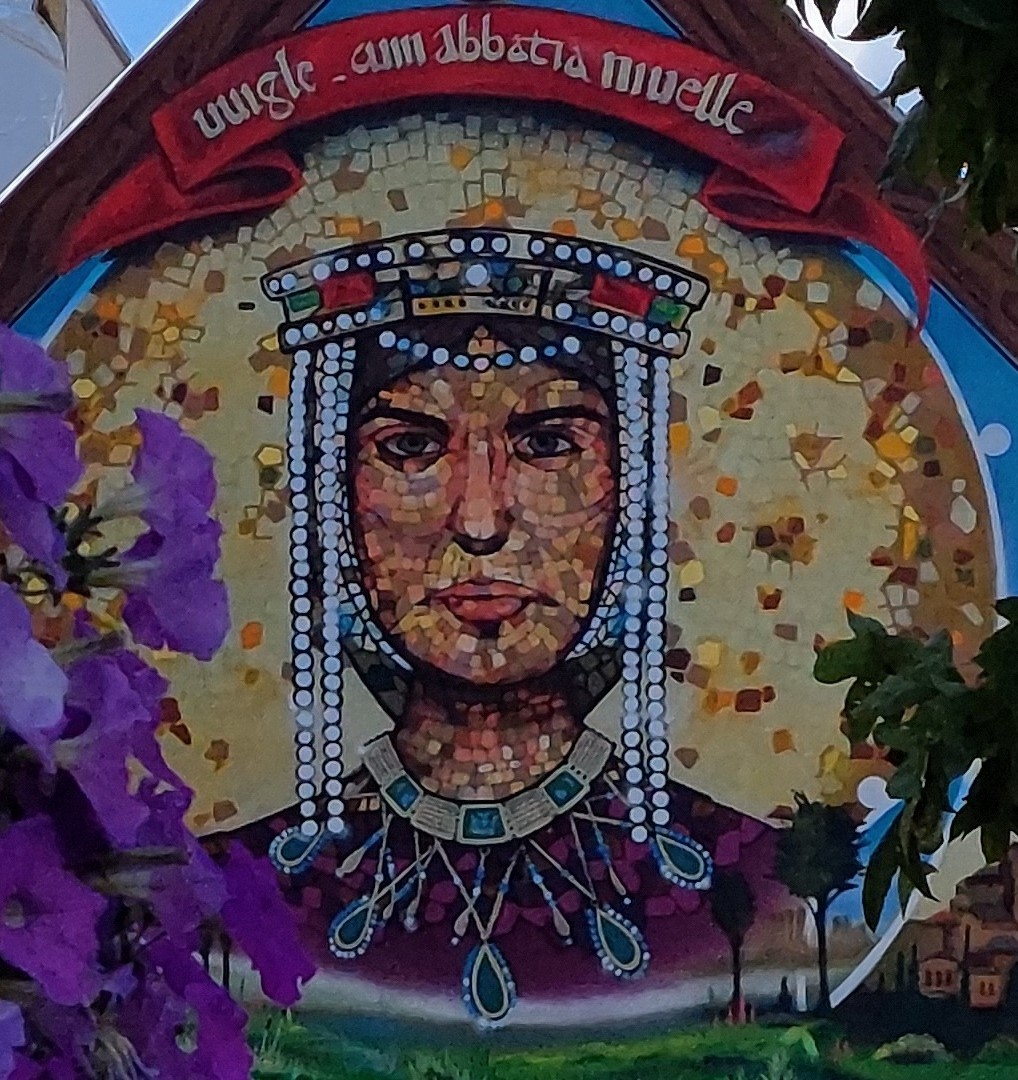
Theophanu, muurschildering te Wichelen door CAZ

De Huwelijksoorkonde van keizerin Theophanu (Staatsarchief Wolfenbüttel) is een vroegmiddeleeuwse schenkingsoorkonde voor de Byzantijnse prinses Theophanu (voorheen Θεοφανω - Theophano, "door wie God zich toont"), die naar aanleiding van haar huwelijk met de Duitse keizer Otto II in 972 tot keizerin van het Heilige Roomse Rijk werd gezalfd en later dat rijk regeerde. Het door Otto II uitgevaardigde rechtsdocument is de oudste geïllustreerde oorkonde en geldt als een van de mooiste documenten uit de middeleeuwse diplomatie. Het wordt door zijn kalligrafie en de Byzantijnse invloed gezien als een uiting van de Ottoonse renaissance en is een voorbeeld van de politieke en culturele contacten tussen het westerse keizerrijk en de Byzantijns-orthodoxe cultuur. Carlrichard Brühl noemt het de "indrukwekkendste en luisterrijkste oorkonde van de hele middeleeuwen".

## Historische achtergrond
.

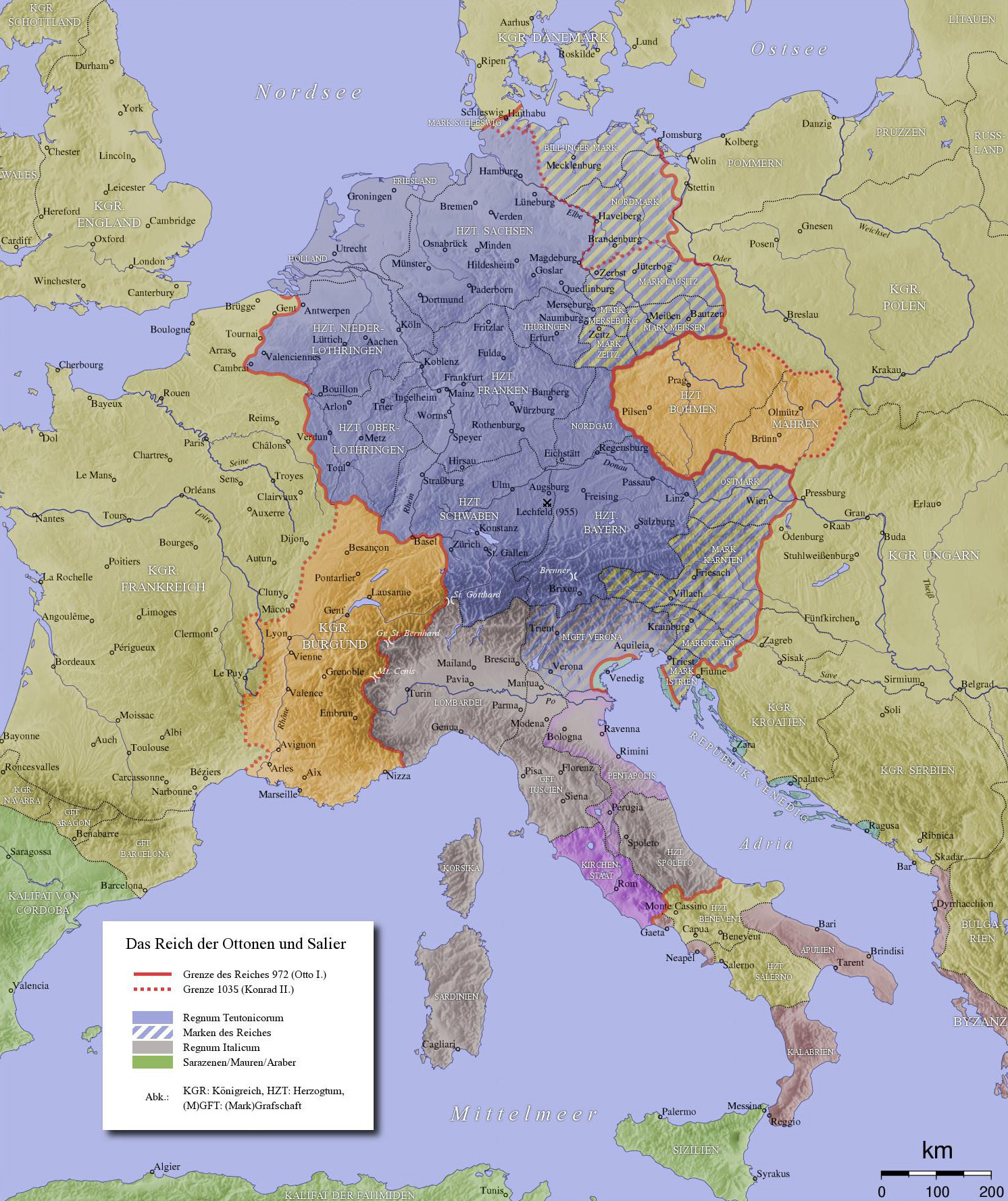
Het rijk van de Ottonen, later Heilige Roomse Rijk genoemd, in 972.
(M)GFT. = (mark-)graafschap
HZT. = hertogdom
KGR. = koninkrijk

Na de ondergang van het West-Romeinse Rijk in 476 was het Byzantijnse Rijk de enige opvolger van het Romeinse Rijk. Door zijn kroning tot keizer in 800 was Karel de Grote vanuit Byzantijns standpunt een usurpator en dit leidde tot een gespannen relatie tussen het Westen en de in Constantinopel zetelende keizer. Toen keizer Otto I de Grote de keizerstitel (na een onderbreking van bijna 40 jaar) van de Karolingen overnam kwam het tweekeizersprobleem opnieuw aan de orde. In 967 verhevigde het conflict tussen Otto I en de Byzantijnse keizer Nikephoros II Phokas inzake de heerschappij over Italië. Een cruciale ambitie van de Ottonen was het verzekeren van een zo groot mogelijke territoriale verbinding en banden met Rome om zodoende hun claim de opvolgers van de Romeinse keizers te zijn veilig te stellen.
In het najaar van 968 kwam het in Capua, in het hertogdom Benevento en in Apulië tussen Ottoonse en Byzantijnse legergroepen tot gewapende conflicten, die tot 970 voortduurden. Intussen werd via meerdere gezantschappen naar een diplomatieke oplossing gezocht. De Byzantijnse keizer streefde naar rust in het westen om de handen vrij te houden voor bedreigingen door zowel Bulgaren en Arabieren als de opstandige generaal Bardas Phokas de Jongere. Otto I van zijn kant streefde naar de erkenning door Byzantium van zijn keizerstitel en naar het in het zuiden van Italië duidelijk afbakenen van hun onderlinge grens. De overeenstemming wilde hij bekrachtigen door zijn zoon Otto II te laten huwen met een lid van de Byzantijnse keizerlijke familie. Aanvankelijk werd hiertoe Anna Porphyrogenita ("in het purper geboren", dit wil zeggen: als kind van een regerende vorst) bestemd, de dochter van de voormalige keizer Romanos II, en mede in het vooruitzicht hiervan kroonde paus Johannes XIII op 25 december 967 de toen 12-jarige Otto II in Rome in het bijzijn van diens vader Otto I tot medekeizer. Keizer Nikephoros II Phokas weigerde echter een "porphyrogenita" naar het buitenland uit te huwelijken.
Nadat Nikephoros II Phokas tegen de Bulgaren de Russen had ingeschakeld was zijn opvolger, Johannes I Tzimiskes, aan de noordgrens beduchter voor de Russen dan voor de Bulgaren. Na moeizame onderhandelingen met Johannes I accepteerde Otto's gezant, aartsbisschop Gero van Keulen, uiteindelijk een andere verwante (waarschijnlijk een aangetrouwde nicht) als bruid, Theophanu. Bij de terugkeer van zijn geslaagde missie bracht hij tegelijkertijd de relieken van de heilige Pantaleon mee naar Keulen, die er sindsdien in de Sint-Pantaleonkerk bewaard worden. Overeenkomstig haar uitdrukkelijke wens is ook Theophanu daar na haar dood in 991 begraven.
De huwelijksoorkonde van Keizerin Theophanu is de schriftelijke vastlegging van de schenking ter gelegenheid van het huwelijk tussen de toen 17-jarige keizer Otto II (medekeizer naast zijn vader) en de toen 12-jarige prinses Theophanu. Ze arriveerde in grootse stijl in Rome, vergezeld van een schitterend escorte en grote rijkdommen. Het huwelijk vond plaats op 14 april 972, de zondag na Pasen, in de Sint-Pietersbasiliek, en werd ingezegend door paus Johannes XIII, die haar diezelfde dag ook tot (mede-)keizerin kroonde. In politiek opzicht betekende het huwelijk de erkenning door het Byzantijnse Rijk van het andere keizerrijk, dat vanaf de 12e eeuw het Heilige Roomse Rijk zou heten. Ter gelegenheid van het huwelijk droeg Otto I aan Theophanu een aanzienlijke bruidsschat over, waar ze zolang ze leefde kon over beschikken, en bepaalde hij tevens haar opname in een consortium imperii (deelgenootschap aan de keizerlijke waardigheid) met Otto II, wat betekende dat ze het keizerlijke gezag over het Heilige Roomse Rijk zouden delen. Hiermee zou ze de traditie voortzetten van haar schoonmoeder Adelheid, die in veel oorkonden "consors regni" van Otto I wordt genoemd. De pracht en luister waarmee het Ottoonse vorstenhuis de Byzantijnse prinses ontving dienden om hun gelijkwaardigheid met het hof in Constantinopel te demonstreren. Theophanu bracht in 980 de troonopvolger Otto III (samen met zijn kort daarna overleden tweelingzusje) ter wereld (ergens in het Ketelwald/Reichswald, terwijl ze onderweg was van Aken naar Nijmegen) en bestuurde na de vroegtijdige dood van Otto II in 983 inderdaad het keizerrijk.
Aangenomen wordt dat Theophanu het document zelf bewaarde tot ze het in oktober 989, voorafgaand aan haar reis naar Rome en Italië, liet opbergen in de Abdij van Gandersheim. Het kan er ook later zijn beland als onderdeel van de erfenis van haar dochter, Sophia van Gandersheim, die er van 1002 tot 1039 abdis was. Het werd daar in 1700 herontdekt door de schrijver en historicus Johann Georg Leuckfeld en in de openbaarheid gebracht. Gottfried Wilhelm Leibniz onderkende als een van de eersten het historische belang van dit document en nam het op in zijn geschiedenis van de Welfen.
Na de secularisatie van de Abdij van Gandersheim in 1811 werd het document overgebracht naar de Niedersächsische Staats- und Universitätsbibliotheek Göttingen en sinds 1835 bevindt het zich in Wolfenbüttel, nu in een geklimatiseerde vitrine, in het Staatsarchief (Niedersächsisches Landesarchiv), waar het in een gedempt verlichte kamer bezichtigd kan worden.

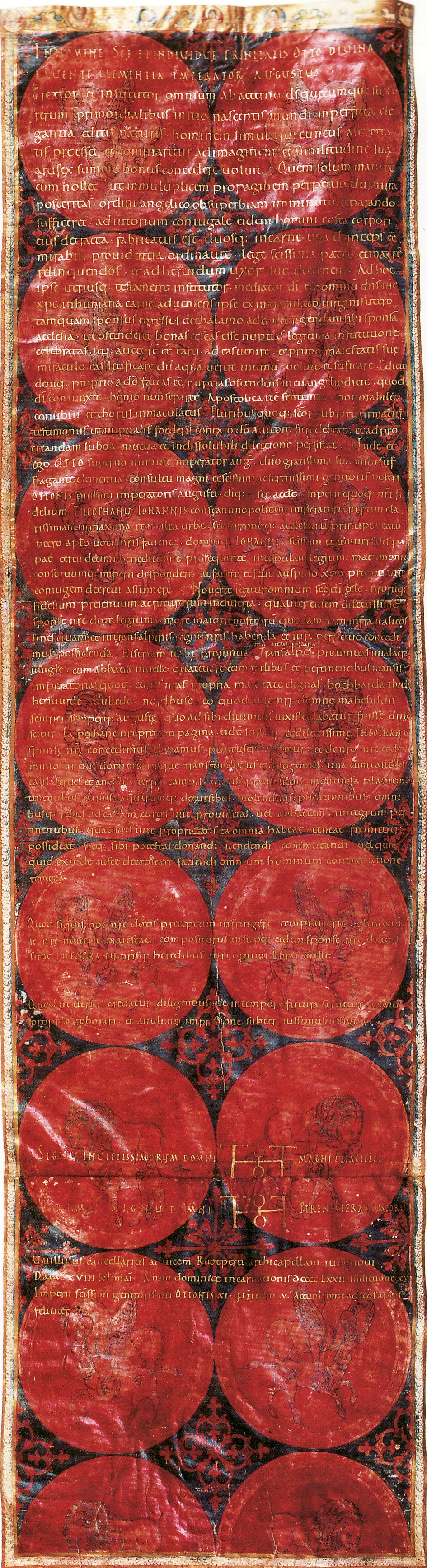
Huwelijksoorkonde Keizer Otto II en Prinses Theophanu. Niedersächsisches Landesarchiv, Wolfenbüttel

## Oorkonde - Nederlandse vertaling
(met toelichting traditionele oorkonde-indeling)

## Kenmerken van de Oorkonde
Tot de kenmerken van een oorkonde hoort naast de woordelijke vormgeving en de tekstopbouw de juridische inhoud van het stuk. De spanningen tussen het Byzantijnse en het westerse keizerschap vinden ook hun weerslag in de huwelijksoorkonde van Theophanu en Otto II. Keizer Otto I de Grote en zijn zoon en medekeizer Otto II benadrukken tegenover de Byzantijnse keizer uitdrukkelijk hun standpunt dat zij de enige rechtmatige opvolgers van de Romeinse keizers zijn. Zij weigeren Keizer Johannes I Tzimiskes de hem toekomende titel "Basileus ton Romaion" (βασιλευς των Ρωμαιων - Keizer der Romeinen) en noemen hem "Constantinopolus imperator" (Keizer van Constantinopel). Elke verwijzing naar het Byzantijnse Rijk als voortzetting van het Romeinse wordt zorgvuldig vermeden, wat voor de Byzantijnen een belediging geweest moet zijn. Ook de aanspraken van de paus die het huwelijk voltrok, paus Johannes XIII, tegenover de patriarch van Constantinopel binnen de totale kerkgemeenschap uiten zich in de plechtige en pretentieuze bewoordingen, die hem als de "hoogheilige en universele paus" ("Johannis sanctissimi et universalis papae") aanduiden.
De huwelijksoorkonde legt vast op welke inkomsten en opbrengsten de toekomstige keizerin recht zal hebben. De arenga (passage waarmee de eigenlijke tekst begint) heeft de stijl van een algemene retorische inleiding (vol theologische aanspraken, die ongetwijfeld vooral voor Byzantium bedoeld waren) in de trant van een preek zoals die bij huwelijken wordt gehouden. De beschouwingen over het huwelijk, met name de gelijkstelling van het bruidsbed met de schoot van de (niet met name genoemde) Maria, zijn terug te voeren op Augustinus, naar wiens "heilige boeken" even later nog eens wordt verwezen. In de dispositio, de beschrijving van de eigenlijke rechtshandeling (en de kern van de akte) dragen de beide keizers, Otto I en Otto II, aan de nieuwe gemalin de keizerlijke rechten en inkomsten over van een aantal gebieden: in Italië de "provincia" Istrië en het graafschap Pescara; in de Nederlanden de "provintiae" Walcheren, Wichelen met de Abdij van Nijvel en 14.000 daarbij behorende "mansis" (boerderijen); en van een aantal "curtes" (hoven), voornamelijk in het huidige Duitsland: Boppard, Tiel, Herford, Tilleda en Nordhausen met alle toebehoren. Uit de tekst blijkt dat in ieder geval de Abdij, maar mogelijk de laatstgenoemde drie plaatsen (of zelfs alle genoemde gebieden en hoven), voorheen toebehoorde(n) aan Mathilde van Ringelheim, die al gelijkaardige rechten had wat betreft de Abdij van Nijvel. Met Walacra werd overigens een veel groter deel van de Scheldedelta bedoeld dan enkel het Zeeuwse eiland: het betreft met name ook de Vier Ambachten, terwijl de huidige Westerschelde nog gevormd moest worden en de huidige rivierbedding dus als destijds bewoond kan worden verondersteld. Om administratieve redenen kreeg Theophanu gebieden die zoveel mogelijk gegroepeerd waren en een materiële zekerheid zouden vormen in elk deel van het rijk. Het genoemde aantal van 14.000 "mansis" moet een groot gebied betreffen, aangezien haar schoonmoeder in 982 met 6640 gelijkaardige woningen als zeer machtig werd gezien. Het verlenen van al deze rechten aan Theophanu wordt in uiterst nadrukkelijke en tautologische bewoordingen vastgelegd.
Hoewel het de Duitse keizers zijn die ondertekenen, is de tekst opgesteld vanuit een (op dat moment actueel, maar vooral door hen gewenst) Italiaans gezichtspunt; dit past ook bij wat Werner Ohnsorge heeft aangetoond, namelijk dat de oorkonde ontworpen moet zijn door Liutprand van Cremona.

## Beschrijving

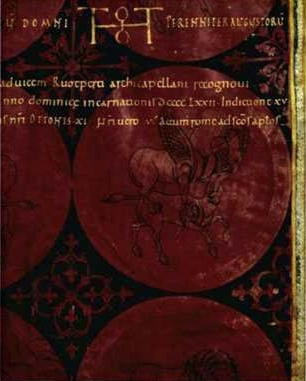
Detail oorkonde met monogram van Otto II en afbeeldingen

De oorkonde is een oprolbaar perkament (een zogenaamde rotulus) van 144,5 bij 39,5 cm., bestaande uit drie aan elkaar gelijmde delen. Men neemt aan dat ze vervaardigd is in de Abdij van Fulda. De illustraties worden door Hartmut Hoffmann en Rosamond McKitterick toegeschreven aan de Meester van het Registrum Gregorii. In 1966 werd het perkament fysisch-chemisch onderzocht in München, daaruit bleek dat voor de kleuring menie (lood(II,IV)oxide) en meekrap (Rubia tinctorum) waren gebruikt; dit wijst er op dat het schrijfmateriaal eerder in het westen gezocht dient te worden dan in het Byzantijnse rijk. Dit document is een van de oudste bewaarde bewijzen van de toepassing van meekrap in de Middeleeuwen. De purperen achtergrond is vormgegeven in de trant van kostbare Byzantijnse zijden stoffen: veertien hele en twee halve cirkelvormige medaillons bedekken het schrijfveld. De gedeelten buiten de medaillons zijn indigo gekleurd en opgevuld met motieven van plantaardige en ornamentale aard. De medaillons bevatten voorstellingen van dieren: telkens afwisselend worden twee paar vechtende dieren naast elkaar en van elkaar afgewend weergegeven. Om beurten gaat het om een soort griffioen met een hinde in de muil en een leeuw die een paard of koe verscheurt. De motieven zijn terug te voeren op kunst uit het Oude Nabije Oosten en het Byzantijnse Rijk
Het schrijfveld is omzoomd door een smalle gouden rand, versierd met witte en blauwe acanthusmotieven. De bovenrand bevat, naast versieringen met plant- en diermotieven, eveneens medaillons met in het midden een halffiguur van Christus en verder van Maria, Johannes de Doper en de vier evangelisten. Tussen de medaillons bevinden zich zes dierparen: afwisselend pauwen die uit een cantharus drinken en leeuwen die druiven van een wijnstok eten. Deze huwelijksoorkonde is het oudste voorbeeld van een geïllumineerde (met afbeeldingen versierde) oorkonde.
Op de met schildertechnieken verfraaide purperen achtergrond staat de tekst in gouden Karolingische minuskel-kalligrafie. De gouden kleur is verkregen door een legering van zilver en verpulverd bladgoud. Enkele delen en woorden van de tekst worden in capitalis rustica-hoofdletters benadrukt, bijvoorbeeld de Invocatio, de aanroeping van de heilige en ondeelbare Drie-eenheid en de Intitulatio, de naam en titulatuur van degene die de oorkonde uitvaardigt (deze beide delen vormen de inleiding, het Protocol); evenals de Subscriptio, de ondertekeningsregels met het monogram van zowel Otto I als Otto II. De breedte van de letters varieert per regel, alsof gestreefd werd naar een vorm van centrerende opmaak of naar het overeenstemmen van bepaalde woorden met een onderliggende afbeelding Opvallend is ook dat de onderste 23 cm. van het stuk onbeschreven zijn.
De conserveringstoestand van de Theophanu-oorkonde is goed. Het perkament is in de loop van de tijd wat kromgetrokken en in het midden is er een 15 cm. lange vouw.
In het Romeinse en Byzantijnse Rijk was purper voorbehouden aan keizers, koningen en bisschoppen. Originele akten waren dus geschreven met gouden letters op purper perkament en verzegeld. In het westen waren purperoorkonden meestal voor de ontvanger bestemde kopieën van een kanselarij-origineel dat in gewoon schrift op gebruikelijk perkament was opgesteld. Onder de weinige purperoorkonden die bewaard zijn gebleven is de huwelijksoorkonde van Theophanu een van de weelderigste en kunstzinnigste; ze overtreft de andere pronkoorkonde uit de Ottoonse renaissance, het Privilegium Ottonianum, waarvan het als opvolger kan worden gezien (en waarin tussen keizer Otto I de Grote en paus Johannes XII niet alleen de Pepijnse Schenking en de Pauselijke Staat werden vastgelegd, maar zelfs een verplichte eed van trouw van de paus aan de keizer).
Bruno Reudenbach komt tot de conclusie dat de Byzantijnse invloed op het document niet zozeer te maken had met de herkomst van Theophanu als met het streven om de kunst van de Ottoonse scriptoria tegenover de Byzantijnse zijdekunst te stellen. In 2005 werd dit document als mooiste en waardevolste oorkonde van de Middeleeuwen genomineerd voor opname in de Werelderfgoedlijst van de UNESCO, doch er werd in plaats daarvan gekozen voor het werk van de gebroeders Grimm.

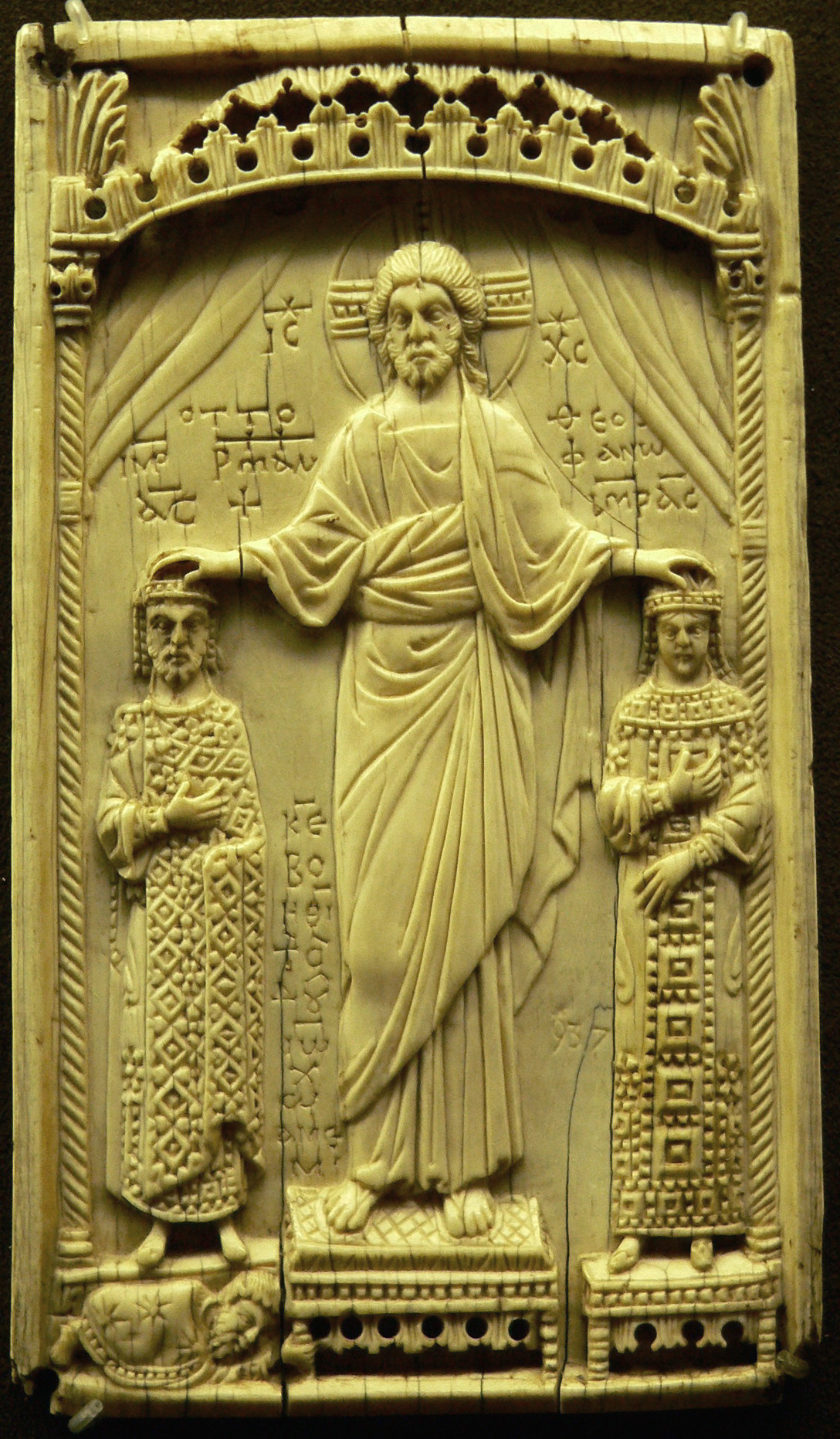
Otto II en Theophanu gekroond door Christus. Musée national du Moyen Âge, Parijs

## Kanselarij-origineel of Pronkafschrift
Inzake de echtheid van de huwelijksoorkonde gaat het in de geschiedenis en kunstgeschiedenis enkel om de vraag of het exemplaar in Wolfenbüttel het originele door de kanselier vastgelegde juridische document is of eerder een afschrift waaraan met bepaalde oogmerken zeer fraai vorm werd gegeven en dat gelijktijdig of iets later werd vervaardigd. Hoewel in de corroboratio een bekrachtiging met een zegel wordt aangekondigd zijn op deze oorkonde hiervan geen sporen te vinden.
Hans K. Schulze en Hans Goetting houden het voor mogelijk dat deze oorkonde ter gelegenheid van het huwelijk werd voorgelezen en vervolgens aan de bruid overhandigd. Otto I zou met de feestelijke en juridische handeling van het voorlezen en de overhandiging tot doel hebben gehad de rang van Theophanu, die niet "in het purper geboren" was, te verhogen. Walter Deeters interpreteert de in de tekst aanwezige scheidingspunten als leeshulpen, die erop wijzen dat de oorkonde bestemd was om voorgelezen te worden. Naar Byzantijns gebruik zou de perkamentrol dan zijn samengebonden met een zijden band of koord, waarvan de uiteinden met een gouden zegel waren vastgemaakt. Door de pracht en de praal die de oorkonde uitstraalt wilden de Ottonen zowel de continuïteit van hun dynastie benadrukken als eventuele kritiek de kop indrukken op de buitenlandse afkomst en relatief lage status van Theophanu
Bekende wetenschappers op het gebied van de mediëvistiek en diplomatie, zoals Theodor von Sickel en Carlrichard Brühl, evenals deskundigen inzake Byzantium als Werner Ohnsorge, huldigen echter de opvatting dat de Huwelijksoorkonde van Keizerin Theophanu in Wolfenbüttel niet het origineel is in diplomatieke zin en dat er naast dit pronkexemplaar ook nog een authentieke akte van de kanselarij moet hebben bestaan, die echter verloren is gegaan (zoals ook voor het Privilegium Ottonianum geldt). Daarop duiden niet alleen het ontbrekende zegel aan de oorkonde maar ook de atypische erkenningsregel die met de naam van de kanselier wordt ingeleid en tegen de gewoonte in met "recognovi" ("ik heb het voor waar erkend") wordt afgesloten, terwijl er een fout voorkomt in de naam "Williisus", waarmee "Willigisus" (Willigis, die in 975 zelf aartskapelaan werd) wordt bedoeld.
Door het huwelijk tussen Otto II en Theophanu werd langs diplomatieke weg het conflict beslecht dat sinds 800 betreffende het tweekeizersprobleem bestond tussen de twee grote Europese rijken, maar er bleef wel onenigheid bestaan over de onderlinge territoriale grenzen in Italië.
Van Georg Friedrich Händel ging in 1723 de opera "Ottone" in première, een fantasieverhaal (libretto door Nicola Francesco Haym) rond het huwelijk van Otto II met Theophanu, waarbij de rol van deze laatste werd vertolkt door Francesca Cuzzoni.
De Duitse componist Paul Graener baseerde in 1918 zijn opera "Theophano" op haar persoon; het libretto werd geschreven door Otto Anthes.